# Vincenzo Benestante
Vincenzo Benestante (* 16. Juni 1945 in Chicago, Illinois, USA) ist ein deutscher Schauspieler,  Hörspielsprecher, Autor, Übersetzer und Sänger.

## Leben und Wirken
Vincenzo Benestante schloss 1968 sein Studium an der  Southern Illinois University Carbondale  mit dem Bachelor-Grad ab. Als Opernsänger hatte er zwischen 1968 und 1970 mehrere Bühnenauftritte in der Schweiz. Von 1970 bis 1998 wirkte er  an verschiedenen Theatern in Deutschland, Italien und Frankreich sowie im deutschen Fernsehen. Auch Hörspiele mit seiner Beteiligung entstanden in dieser Zeit.  Nach einem längeren Aufenthalt wieder in den USA wandte sich Benestante nach Panama, wo er zwischen 2007 und 2012 erneut als Schauspieler und Opernsänger beschäftigt war.
Seit 2002 ist Benestante auch als freier Autor tätig.  Er übersetzte – oft gemeinsam mit seiner Ehefrau Sabina Trooger – etliche Romane aus dem Amerikanischen ins Deutsche.
Seit 2012 lebt Vincenzo Benestante in Berlin.

## Filmografie (Auswahl)
- 1972: Kleinstadtbahnhof (Fernsehserie, 1 Folge)
- 1989: Der Alte (Fernsehserie, 1 Folge)
- 1989: Der Atem
- 1989: Traffik (Fernsehserie, 6 Folgen)
- 1990: Blaues Blut (Fernsehserie, 1 Folge)
- 1990: Die Kupferfalle (Fernsehfilm)
- 1990: Hotel Paradies (Fernsehserie, 1 Folge)
- 1991: Tatort: Rikki (Fernsehreihe)
- 1991: Derrick (Fernsehserie, 1 Folge)
- 1992: Liebesreise (Fernsehfilm)
- 1992: Lilli Lottofee (Fernsehserie, 1 Folge)
- 1993: Soldier Soldier (Fernsehserie, 1 Folge)
- 1994: Der Fahnder (Fernsehserie, 1 Folge)
- 1995: Die Straßen von Berlin (Fernsehserie, 1 Folge)
- 1996: Auf eigene Gefahr (Fernsehserie, 1 Folge)
- 1997: Doppelter Einsatz (Fernsehserie, 1 Folge)

## Hörspiele (Auswahl)
- 1994: Martin Daske:  Die Bibelschmugglertheorie – Regie: Martin Daske
- 1997: Christoph Teves:  Besetzungsprobleme – Regie: Joachim Sonderhoff